# Gabriel Silva (futbolista)
Gabriel Moisés Antunes da Silva (Piracicaba, São Paulo; 13 de mayo de 1991), conocido como Gabriel Silva, es un exfutbolista brasileño que jugaba como defensa.

## Trayectoria
Gabriel Silva fue fichado por el Udinese en 2012 procedente del Palmeiras brasileño y, tras jugar tres campañas en el conjunto transalpino, la temporada 2015-16 estuvo cedido primero en el Génova y luego en el Carpi.
En julio de 2016 se convierte en la cuarta incorporación del Granada para la temporada 2016-17.